# Ryan Leef
Ne doit pas être confondu avec Ryan Leaf.
Ryan Leef (né le 28 décembre 1973) est un homme politique canadien, il est élu à la Chambre des communes lors de l'élection fédérale du 2 mai 2011. Il avait représenté la circonscription électorale du territoire du Yukon en tant que membre du Parti conservateur. Il fut défait le lundi 19 octobre 2015 par le libéral Larry Bagnell.